# أندرو كارتر
أندرو كارتر (بالإنجليزية: Andrew Carter)‏ هو ملحن بريطاني، ولد في 1939.

## وصلات خارجية
- أندرو كارتر على موقع ميوزك برينز (الإنجليزية)
- أندرو كارتر على موقع ديسكوغز (الإنجليزية)